# 洗濯

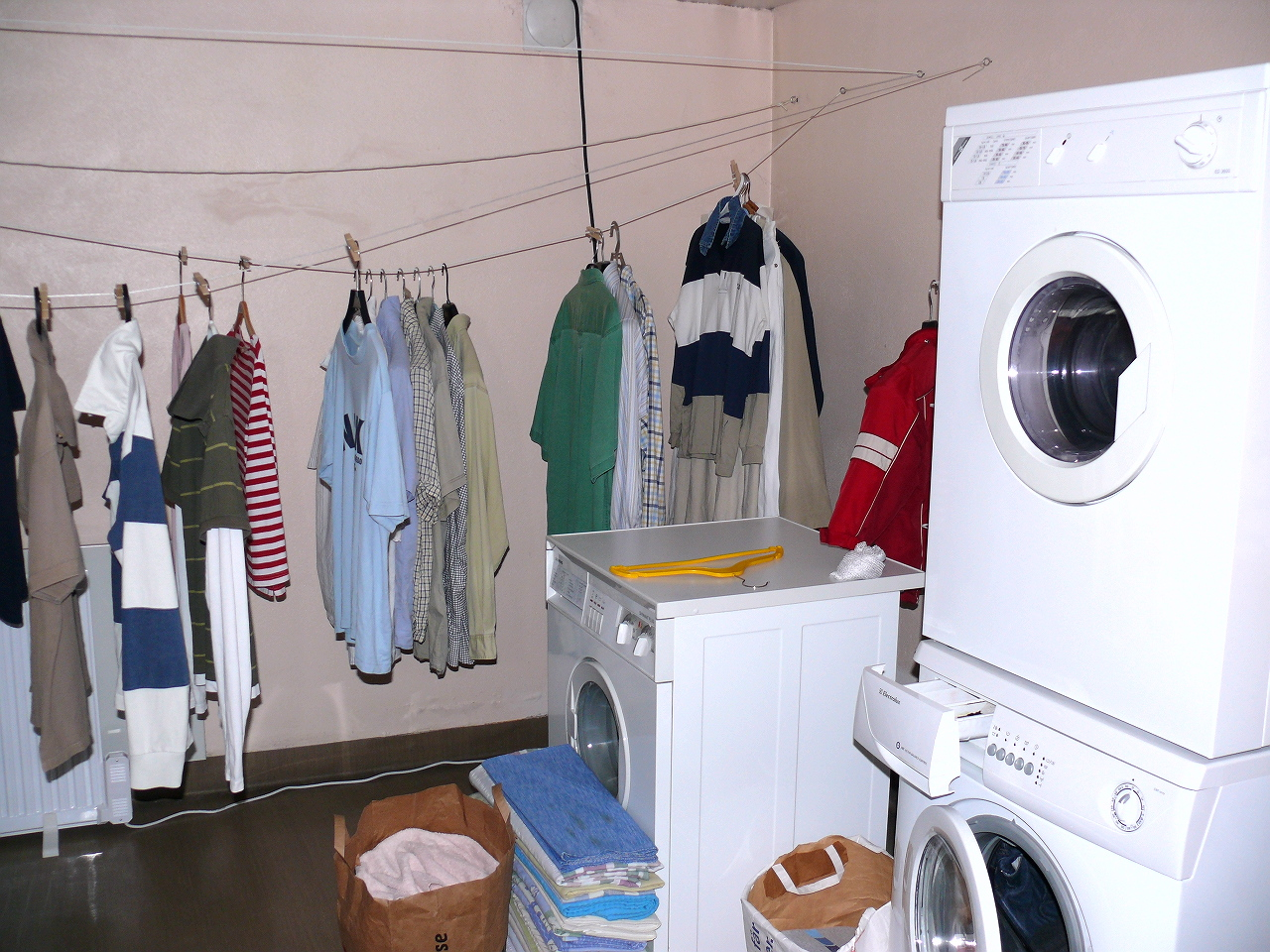
現代の先進国、スウェーデンの一般家庭の洗濯室の風景。電気洗濯機複数台 +乾燥機 + 洗濯物の干場。

洗濯（せんたく、英: laundry）とは、衣類などについた汚れを洗い落とすこと。機械的作用と化学的作用を利用して衣類などの布地を洗うこと。

## 概説
現代の一般家庭における洗濯は、まず衣類の洗濯表示の確認をして適切な洗濯法を知り、一般的には浸水、洗い、すすぎ、脱水、乾燥、（アイロンがけ、）折りたたみ、収納、という過程を経る。
洗濯は歴史上長きにわたり、女性の家事労働のなかでもかなり大きな部分を占めるような大変な作業だった。英語圏では、洗濯に従事する女性をWasherwomanと呼んでいた。（20世紀の）電気洗濯機の普及や化学繊維や新しいタイプの洗剤の出現などにより、（先進国では）洗濯に費やす時間と労力は相当に削減できるようになった。発展途上国の多くでは今でも手作業で洗濯を行っており重労働でありつづけている。
洗濯することを職業としている人々もいる。洗濯を専門とする業種は「クリーニング業」と呼ばれる。界面活性剤による洗濯のほか、ドライクリーニングなどの手法を用いて洗浄する。業者による洗濯の過程には、一般家庭同様の「浸水、洗い、すすぎ、脱水、乾燥、アイロンがけ」の他にも「ネーム付け」「プレス」「検査」「包装」などがある。
古代ギリシアや2000年前の中国にすでに、洗濯を職業とする業者がいた。#業者による洗濯
現代のさまざまな洗濯
- インド、チェンナイで洗濯をする女性（2006年）
- インド、ピチョーラー湖で、洗濯物を洗濯棒（英語版）で叩いて汚れを落とす女性（2019年）
- 現代のネパール、カトマンズの洗濯風景（2015年）
- 現代のフィリピンの洗濯風景
- 現代のアフリカ、象牙海岸、アビジャンの川で洗濯をする男性たち（2006年)
- 現代のアメリカの一般家庭の洗濯室（洗濯中）。
- 現代のベルギーの一般家庭でのシャツの天日干し
- イタリア、ナポリのアパート群で隣の建物との間に互いに紐を渡して洗濯物を干しているところ。観光客が面白がる風景なのでナポリの観光ガイドブックにも大抵は掲載されている。

## 歴史

### 古代
洗濯や洗浄剤に関する歴史（つまり文字による記録）は四大文明（メソポタミア文明・エジプト文明・インダス文明・中国文明）の黎明期には既にあり、特に古代オリエントには多くの記録が発見されている。
古代、人々は水辺に住んでその水を利用して洗濯していた。一方、水の乏しい地域では砂でもんで洗濯をしていた。古代エジプトや古代ギリシャでは洗濯方法は踏み洗いが一般的だった。古代エジプトでは洗濯は水中の2本の足の象形文字（ヒエログリフ）で表現された。また、古代ギリシャの叙事詩オデッセイには王女ナウシカアーが川で踏み洗いをする記述がある。日本の平安時代末期の扇面古写経にも洗濯の様子が描かれており、日本でも踏み洗いが一般的だったことが判る。なお日本の『万葉集』（7世紀後半-8世紀後半）には「ときあらい」という言葉があり、日本では着物をほどいて洗う方法も行われていた。
紀元前5000年頃には洗浄剤が使用されるようになった。紀元前3000年頃のエジプトでは湖水から得られる天然炭酸ソーダが利用された。
紀元前3000年頃からは、洗浄剤として灰を溶かした灰汁が利用されるようになり、19世紀後半まで最も一般的な洗浄剤だった。日本でも『古事記』の「さねかずら」、『万葉集』の「さなかづら」や「さいかち」など植物の浸出液を洗濯に使っており、平安時代には灰汁も使われるようになった。
また重曹やアンモニアが溶けて弱アルカリ性となった水は、汚れの皮脂成分の脂肪酸と反応して水溶性の鹸化物質となり汚れが落ちる。古代ローマでは回収して発酵させた尿を使って洗濯する業者がいたことが知られている。またフラー土やモンモリロナイトなど油を吸着する性質の泥や土も用いられた。
なお、冷水よりも温水のほうが汚れ落ちの効果が高いことは「古く??」から知られていた。（正確性）「" 最初 " の " 洗濯条件 " の改良は湯の使用」と某研究者は主張した。（時代が跳んで平安期、西暦9世紀後半-10世紀ころの『枕草子』にも湯による洗濯の記述がある。）

### 中世から近世
中世になるとヨーロッパでは湯沸かし、洗濯槽、たたき洗いに使用する石、洗濯板などを備えた共同の洗濯場が設置されるようになった。一週間のうち主に月曜日が「洗濯日」とされ、洗濯は社会的行事であった。（イギリス、ドイツなど伝染病が広がった歴史のある地域では）都市部の家庭の女性が自宅内で洗濯する場合は、かまどで煮沸しつつ棒でかきまわしつつ洗濯したり、あるいは床においた金属製のタライに水と洗濯物を入れ、手で洗ったり足で踏んで、きれいな水ですすぐ、などといった方法が一般的だった。パリのセーヌ川は何世紀もの間、公共の洗濯場として使われ、18世紀から19世紀にかけては女性の職場としての機能を果たしていた。パリの洗濯店「ラヴォワール」（洗濯場の意）はそれまで家事として行われていた洗濯をプロによる職業として特化させたものだった。
- グルーズ『洗濯女』(1761年)
- スペインのグエル公園にある洗濯婦の柱廊
- 1866年、パリの「ラヴォワール」で催された洗濯女王コンテスト（J.フェラ画）[注 3]
- フランスのレアリスム画家 レオン・レルミット（1844年-1925年）が描いた洗濯の風景
- 南フランスに残る共同洗濯場
- フランスの共同洗濯場（J.フェラ画、1870年ころ）[4]
- イギリス イプスウィッチに残る、衣類を煮沸しつつ洗濯するためのかまど。ヨーロッパではペストが大流行したので、洗濯時に衣類を煮沸する方法が定着し、現代のヨーロッパの電気洗濯機にもしばしば「煮沸洗濯」の設定ボタンがある。
- 河を覆う氷にあけた穴で洗濯をする人々（ノルウェイ、1891年の絵画）
- 川の流れで洗濯する女性（ダニエル・リッジウェイ・ナイト画、1898年ころ）
- 江戸時代中期、川で洗濯をする様子。鈴木春信画（1770年頃）
- たらいで洗濯する女性(右)と物干し竿に着物を干す女性(左) （日本、1925年
- 動画。歴史的な手動洗濯機で洗う様子。お湯で洗う。
- 1890年ころのアメリカインディアナ州で使われた、ウーマンズフレンドという洗濯機

### 近現代
1930年代のアメリカでは一般家庭に電気と水道が供給されるようになり、電気洗濯機が普及した。先進国では洗濯機の普及とともに粉末の合成洗剤も使われるようになった。
- 1911年のアメリカ、シンシナティの洗濯風景。
- 1930年代のアメリカ
- 1956年、ドイツ
- 1976年ドイツのコンピューター制御ドライクリーニング機
- 現代のベルギーのコインランドリー。洗濯機の中で自分の洗濯物が回る様子をのぞきこんでいる女性。
- 20世紀に普及した粉状の合成洗剤。

## 家庭の洗濯用品
洗浄のための機械・道具類
- 洗濯桶　+  洗濯板
- 洗濯機　（　+ 洗濯ネット ）
- 洗濯ブラシ
- 洗濯棒（英語版） ‐ 明治時代になって洗濯板が導入される以前は踏み洗い、洗濯棒で叩く洗い方をしていた[5]。

洗浄剤、柔軟剤、ノリなど
- 洗剤
- 漂白剤
- 柔軟剤
- 洗濯糊
- 灰汁・石灰・アンモニア、無患子（むくろじ）の皮、さいかちの実[6]、尿[7]。

乾燥のための道具類
- 物干し（物干し竿、物干しロープ、物干しスタンド、洗濯ばさみなど）
- エアサーキュレーター、扇風機、乾燥機
- 衣類乾燥機

しわのばし
- 砧(きぬた) ‐ 生乾きの状態の洗濯物を棒や槌で伸ばす道具。
- 衣類スチーマー
- アイロン、火熨斗（ひのし）、炭火アイロン ‐ 鍋やこて形で、中に炭火や燠を入れて、衣類を熱しながら、しわを伸ばす方法が取られた[8][5]。

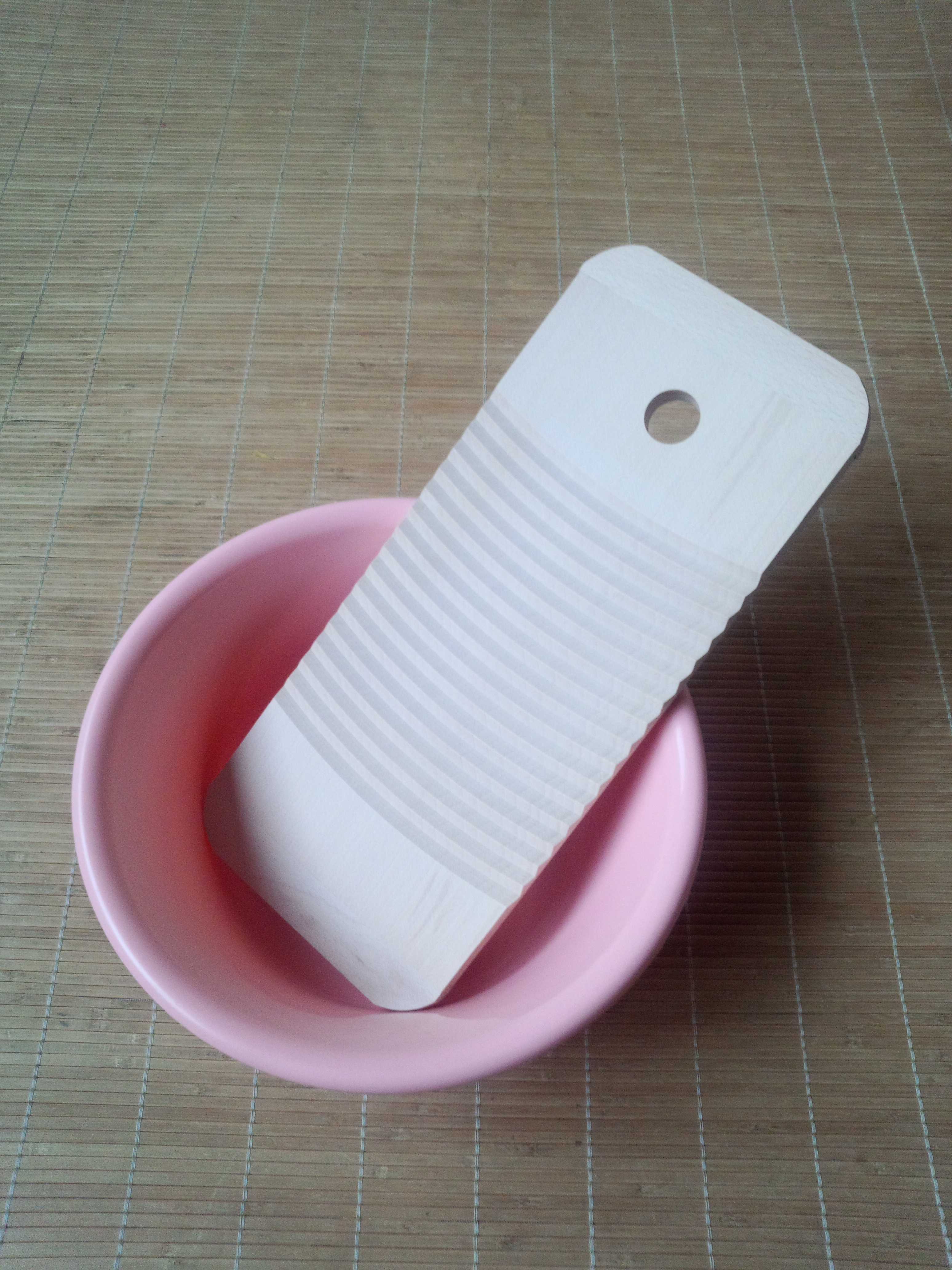
洗濯桶 + 洗濯板
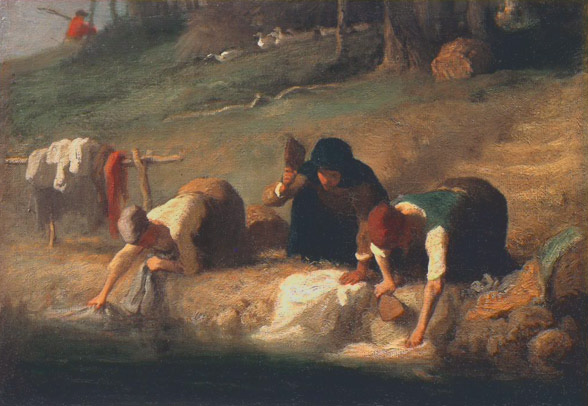
作:ミレー。洗濯棒（英語版）を使っているケルト神話の洗濯婦Les Lavandières（英語版）
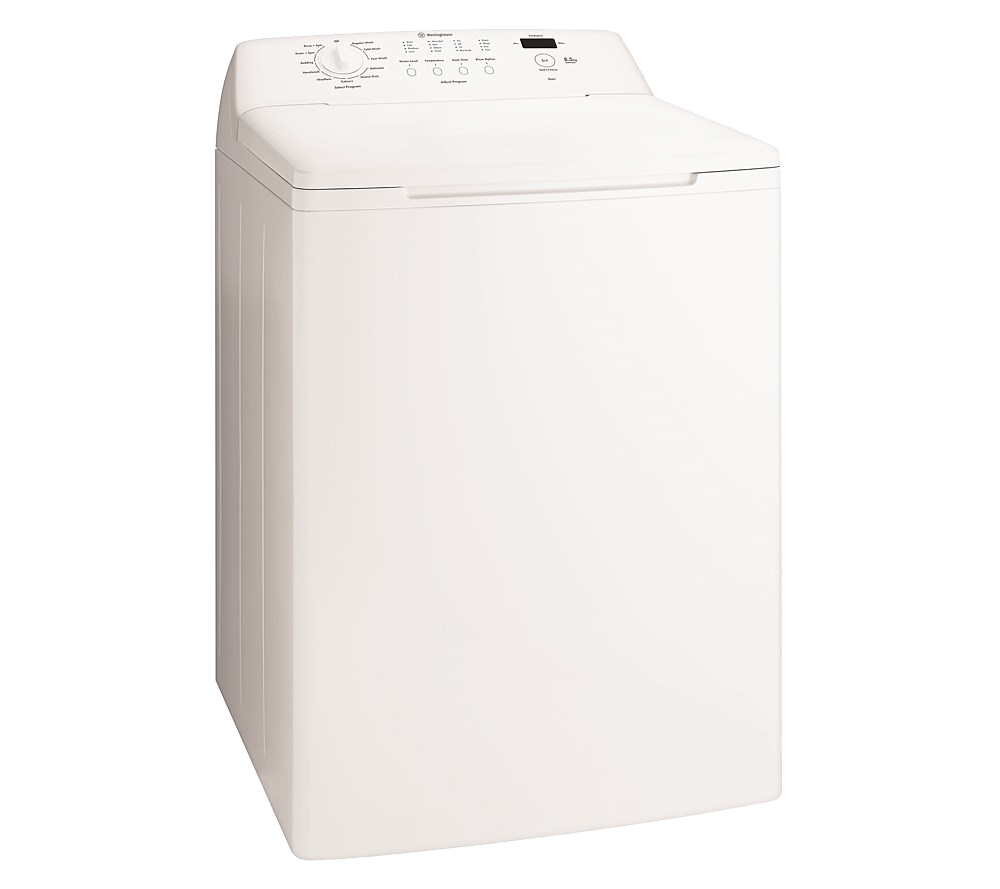
洗濯機
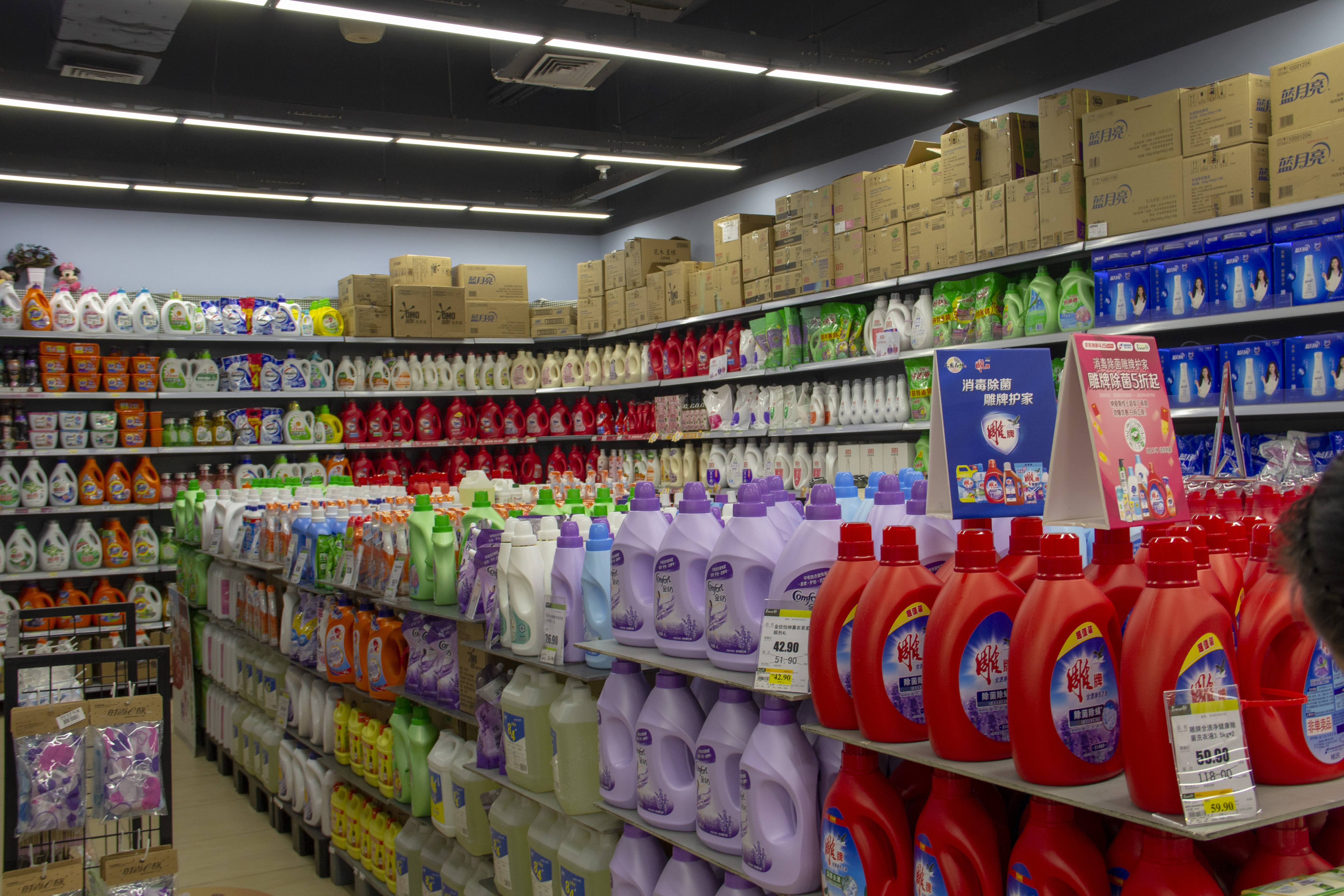
洗剤（近年は液状が一般的）、漂白剤、柔軟剤など
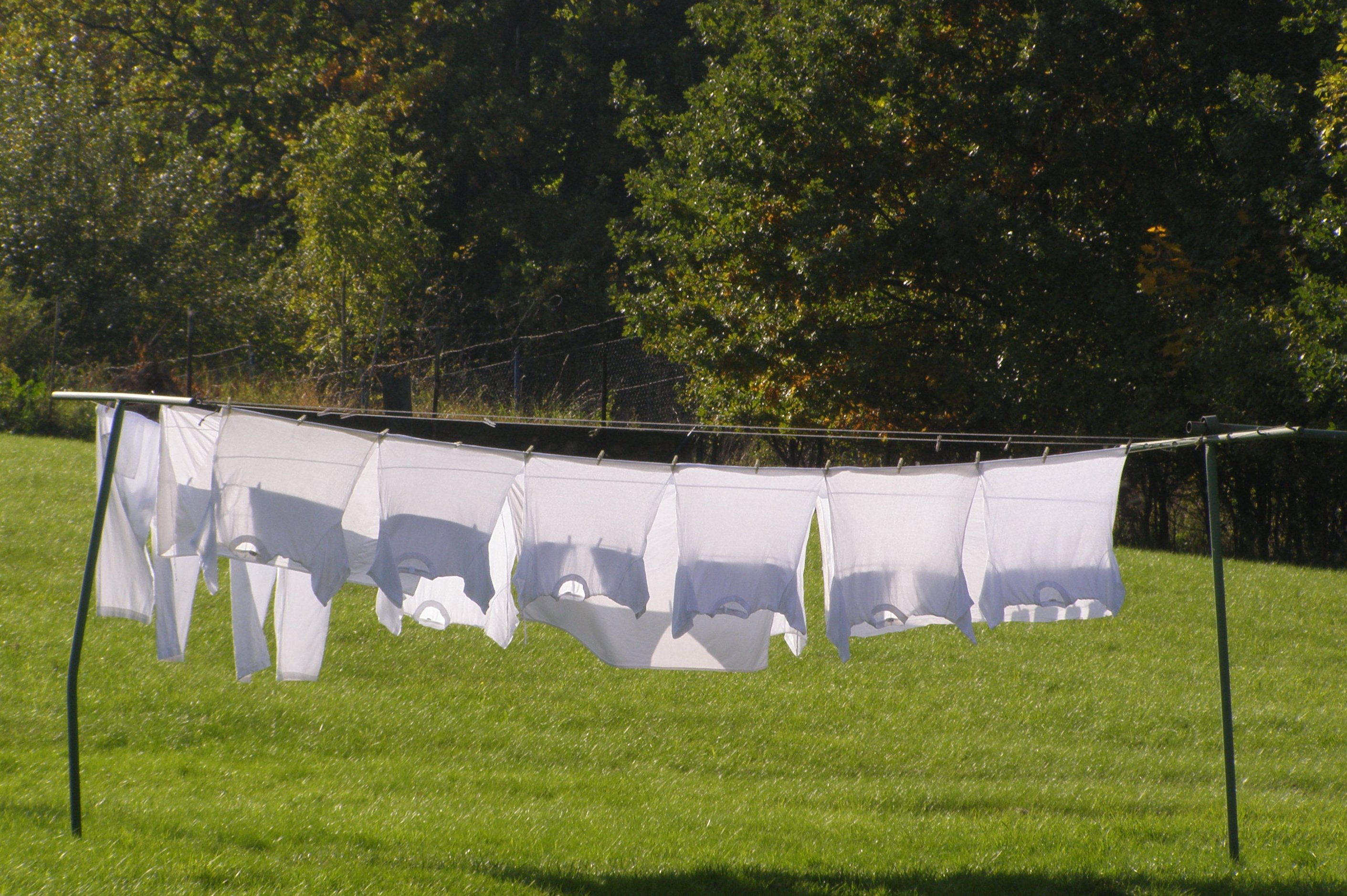
物干し
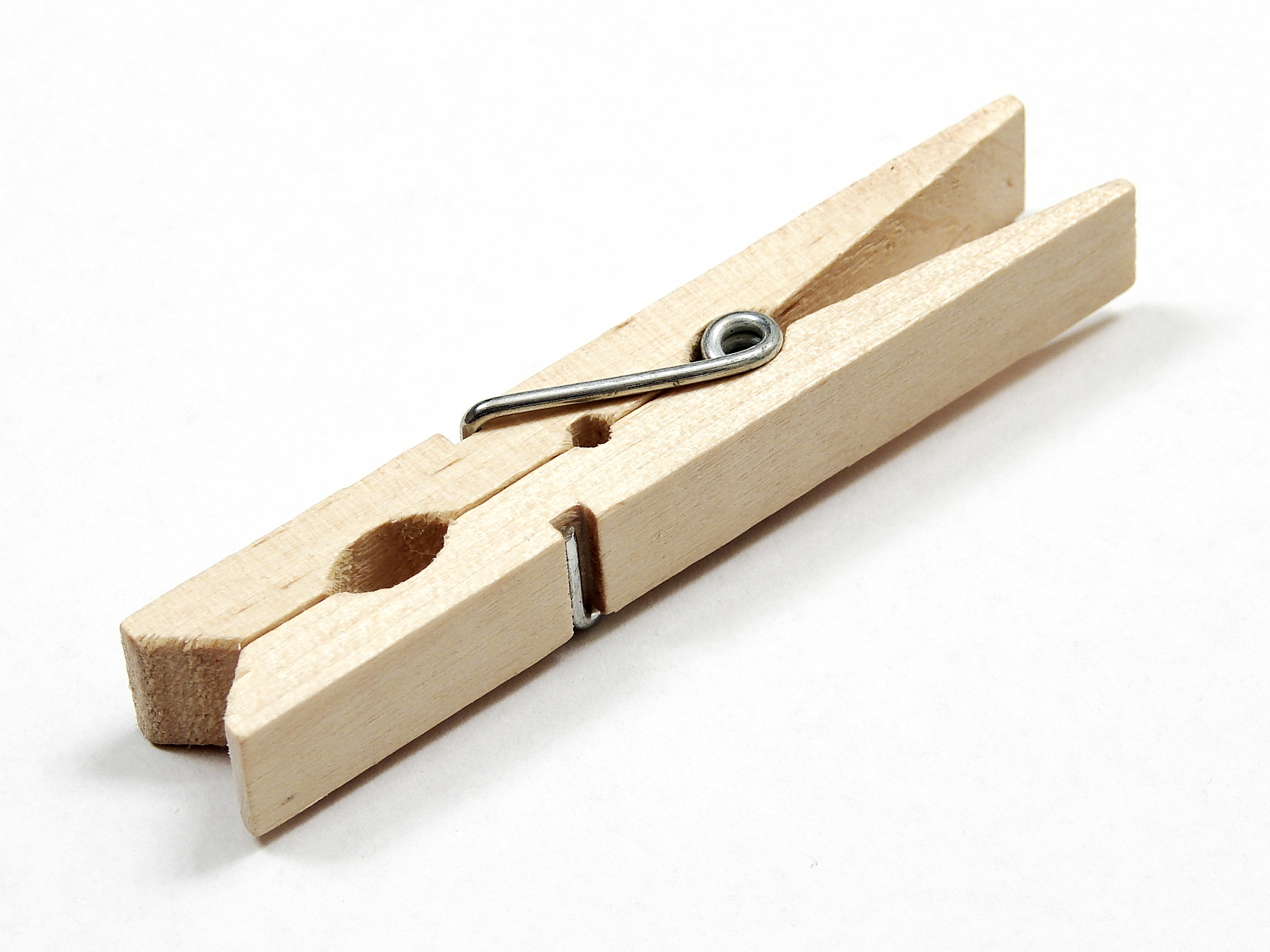
洗濯ばさみ
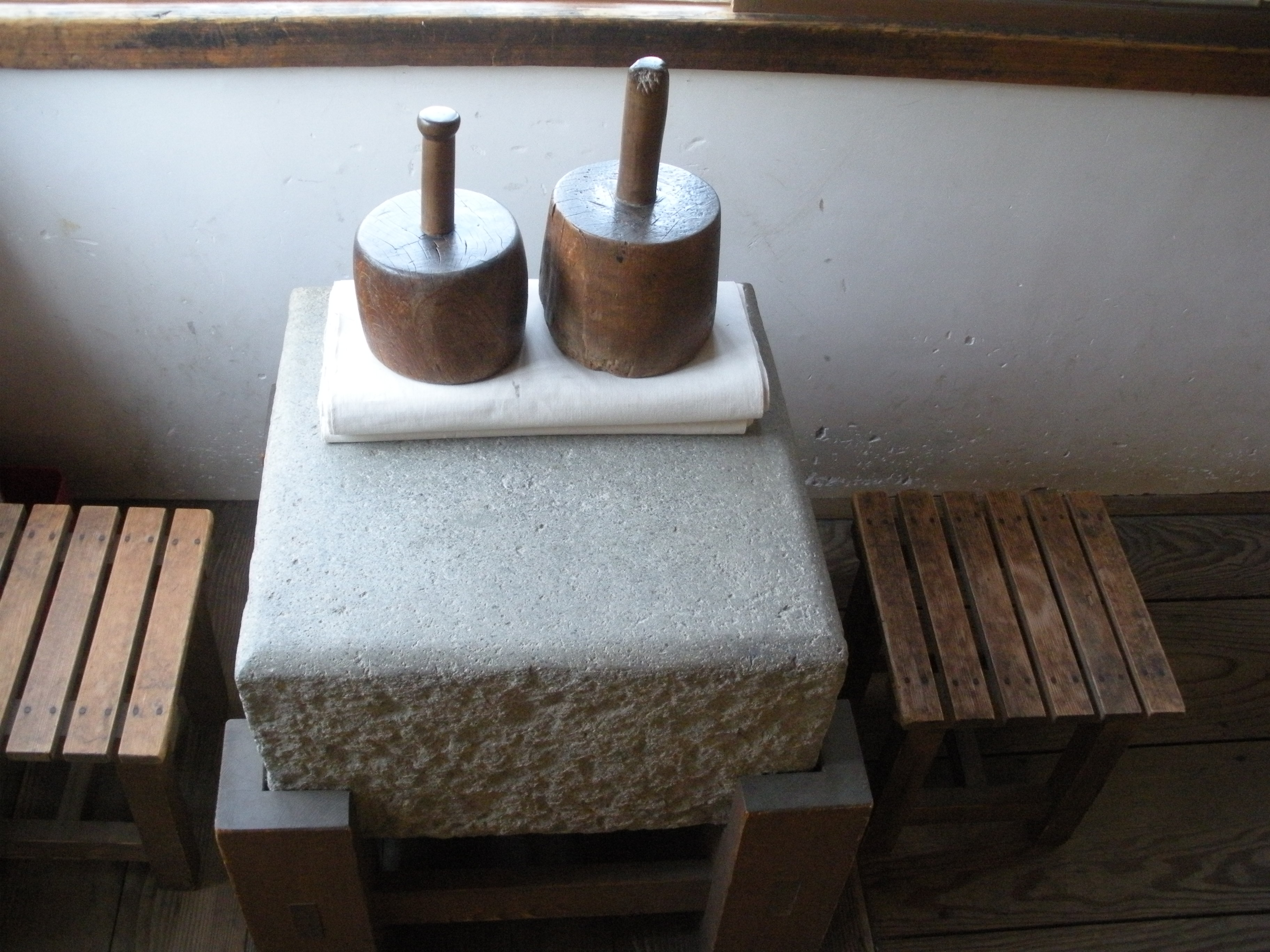
砥石の上に置かれる皺伸ばし用の砧
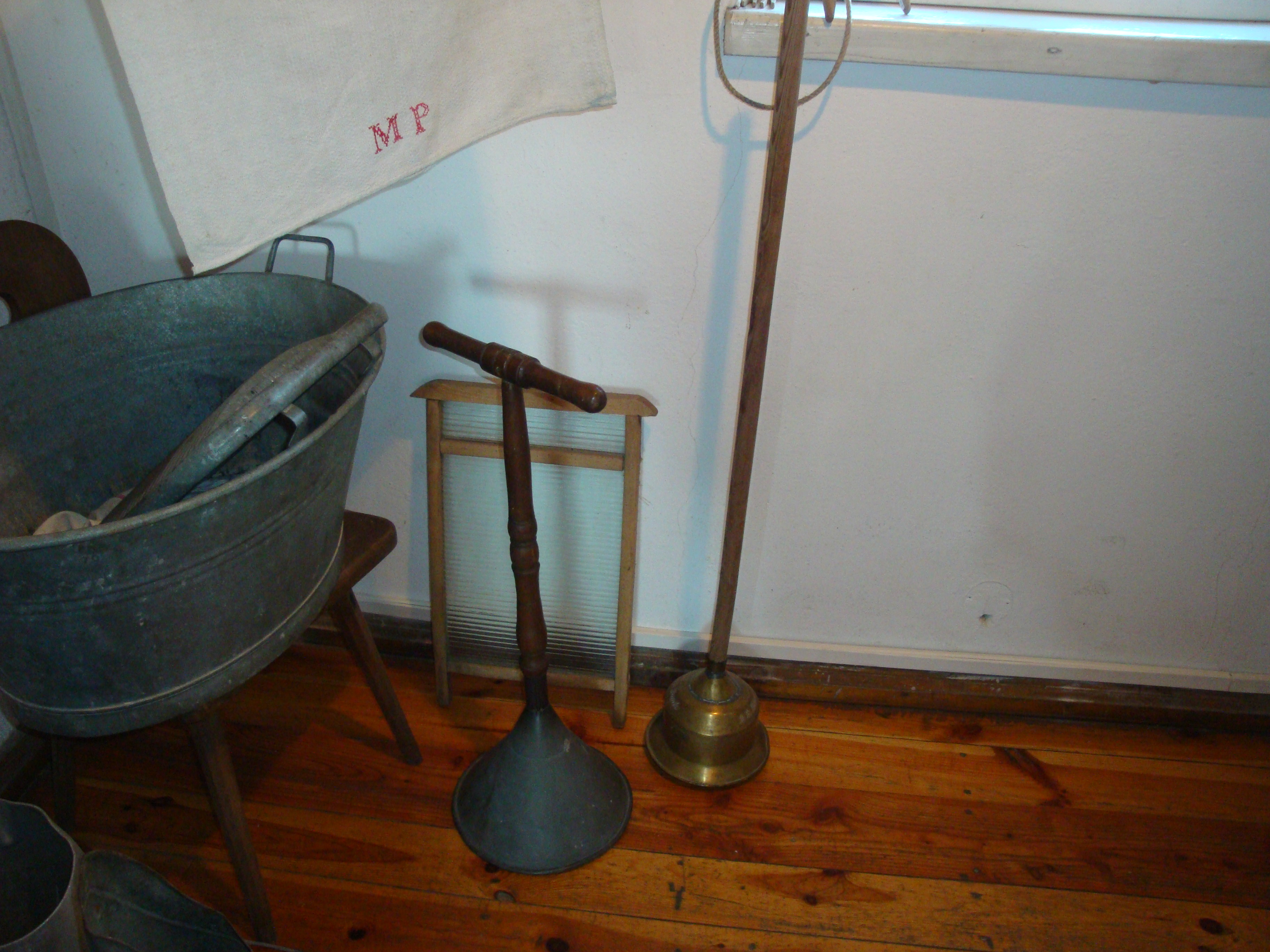
煮沸洗い用の鍋Wash copper（英語版）、および煮沸洗いの際にかき混ぜるために使用されたPosser（英語版）

## 業者による洗濯
古いほうから順に、また西から東への順で書く。

### 古代ギリシア
古代ギリシアでは、フーラーという洗濯業者が、発酵させた尿（アンモニア）やフーラーズ・アースというケイ酸アルミナからなる粘土を使い洗濯をしていた。

### インド
インドではドービーという下層カーストが行っていた。ドービーが使う洗濯場はドービー・ガートと呼ばれ、ムンバイのドービー・ガートなど各地に見ることができる。

### 中国
2000年前に中国で書かれた史記では、水中でわたを打つ漂（洗濯）を仕事とする人を漂母と呼んだ。（なお、水でふやけた皺を漂母皮と呼んだ）

### 日本
日本で安土桃山時代に洗濯士という職人が現れ、江戸時代に入ると染物を行う紺屋から独立して洗い物を行う江戸では洗濁屋、京都では洗い物屋という専業の洗濯業者が現れた。
昭和25年から、クリーニング業法という洗濯を生業とする業種に関する法律がある。この法律では、クリーニング業の営業所の床素材などの構造設備や、伝染性の疾病の病原体による汚染のおそれのあるものとして厚生労働省令で指定する洗濯物（指定洗濯物）の取り扱いなどが決められている。
クリーニング所の業務に従事するクリーニング師は、衛生管理上の手続きが必要であるため、定期的に研修を受ける必要があり、また営業所は開設・工事着手前に保健所へ相談することが推奨される。また廃業する場合も保健所に手続きを行うこととなっている。

### アメリカ
- Chinese Hand Laundry Alliance（英語版） - 北米で、立場の弱かった華僑の多くがランドリーを開業していたことから1933年にChinese Hand Laundry Allianceという協会が発足した。
  - Yick Wo最高裁判所判決（英語版） ‐ 19世紀において木造でのランドリーの多く（320軒のうち、200軒以上）が華僑による経営であった。サンフランシスコでこれらを狙い撃ちにした「木造ランドリー屋を違法とする」条例が施行されたことに対して、最高裁判所でアメリカ国籍でなくとも憲法修正第14条平等保護条項（英語版）で保護されるとして条例の是正が言い渡された。

### ギャラリー
- 19世紀フランスの洗濯業者（1870年ころ）[4]
- 1910年代、アメリカ、シアトルの洗濯業者。「Five Wagons Always At Your Service. （常時5台の荷馬車でお役に立ちます）」と書かれた、おそらく宣伝用のカード。
- 1944年、イギリス、ロンドン近郊キャットフォードの洗濯業者
- 現代の産業的な洗濯業者（洗濯工場）の例。飲食業界の洗濯物を引き受けている洗濯業者、病院のリネン類の洗濯ばかりを引き受ける洗濯業者...など業種の棲み分けをしていることも。
- 乾燥後、ベルトコンベアーから次々と落ちてくる洗濯物を受け止めている洗濯業者。
- 現代の洗濯工場の乾燥機から落ちてくる洗濯物

## 比喩
「洗濯」という表現は、たとえば以下のように、比喩的にも使われる。
- 命の洗濯[15]
- 心の洗濯[16][17][18]